# Batalla de Bicoca
La batalla de Bicoca o primera batalla de Bicoca (en italiano: Battaglia della Bicocca) es el nombre que recibió el combate librado el 27 de abril de 1522, en el ámbito de la guerra de los Cuatro Años, cerca de la localidad homónima, situada en el antiguo Milanesado. El ejército compuesto por las fuerzas combinadas de Francia y la República de Venecia se enfrentó al imperial español al mando de Prospero Colonna. Merced a una mejor táctica, las tropas de Carlos I lograron una aplastante victoria que precedió a la decisiva batalla de Pavía (ocurrida en 1525).
Los mercenarios suizos, que no habían recibido su salario, exigieron librar una batalla inmediatamente, obligando al jefe francés Odet de Lautrec a atacar la posición fortificada de Colonna en el parque de Bicocca, al norte de los muros de Milán (actualmente Bicocca es el nombre de un barrio de la ciudad). La superioridad numérica se inclinaba del lado francés, y la infantería suiza confiaba en las grandes formaciones de picas para envolver y masacrar al enemigo. Los suizos se dispusieron en dos cuadros al comenzar la batalla y avanzaron con paso firme hacia las tropas españolas de Prospero Colonna, mientras resistían los disparos de cañón del enemigo. No obstante, al cruzar el camino que separaba a ambos ejércitos, los suizos se vieron obligados a subir una ligera cuesta. Esto les impidió cargar inmediatamente contra los españoles y les convirtió en un blanco perfecto para los arcabuceros, que castigaron con un fuego continuo a los suizos. Tras perder tres mil hombres (entre los que se encontraban veintidós capitanes), los suizos se vieron obligados a retirarse sin llegar a tomar contacto con las líneas enemigas.
Según algunos autores, esta batalla supuso un importante cambio en las prácticas bélicas por el papel que en ella tuvieron las armas de fuego portátiles, en especial los arcabuces de los españoles. Bicoca, junto a la posterior batalla de Pavía, puso de manifiesto que la época de la pica y la caballería pesada había llegado a su fin, dejando paso a las emergentes armas de fuego que trastocarían el campo de batalla para siempre.

## Situación
Al comienzo de la guerra en 1521, el emperador Carlos I y el papa León X unieron fuerzas contra el Ducado de Milán, principal posesión francesa en Lombardía. Un gran ejército papal al mando del marqués de Mantua, tropas españolas procedentes de Nápoles y otros contingentes menores del resto de Italia se concentraron cerca de Mantua.
Las fuerzas alemanas enviadas al sur por Carlos pasaron junto a Valeggio, en territorio veneciano, sin ser molestadas. Las tropas papales, españolas y alemanas combinadas bajo el mando de Próspero Colonna, penetraron entonces en territorio francés.
Durante los meses siguientes, Colonna llevó a cabo una guerra de maniobras contra Odet de Foix, vizconde de Lautrec y jefe francés, asediando ciudades pero rehusando presentar batalla. El ejército de Lautrec, que mantenía una línea defensiva desde el río Adda hasta Cremona, comenzó a sufrir deserciones masivas en el otoño de 1521, particularmente entre los mercenarios suizos. Colonna aprovechó la oportunidad que se le ofrecía y, avanzando junto a los Alpes, cruzó el río en la consiguiente batalla de Vaprio d'Adda; Lautrec, carente de infantería y pensando que la campaña anual había terminado, se retiró a Milán. Sin embargo, Colonna no tenía intención de frenar su avance. La noche del 23 de noviembre, lanzó un ataque sorpresa a la ciudad y venció a las tropas venecianas que defendían uno de los muros. Tras la subsiguiente lucha callejera, Lautrec se retiró a Cremona con doce mil hombres.
En enero, los franceses habían perdido ya Alessandria, Pavía y Como. Mientras, Francisco II Sforza, con un contingente de refuerzos germanos, había esquivado una fuerza veneciana en Bérgamo para unirse posteriormente a Colonna en Milán. Mientras, Lautrec había recibido los refuerzos de dieciséis mil piqueros suizos y tropas de refresco venecianas, junto a varias compañías francesas al mando de Thomas de Foix-Lescun y Pedro Navarro; también se había asegurado los servicios del condotiero Giovanni de Médicis, que puso sus Bandas Negras al servicio de los franceses. Los franceses atacaron Novara y Pavía, esperando atraer a Colonna a una batalla decisiva. Colonna abandonó Milán, fortificándose en el monasterio de Certosa, al sur de la ciudad. Lautrec, temiendo grandes pérdidas si asaltaba frontalmente la posición, amenazó las líneas de comunicación de Colonna devastando las tierras entre Milán y Monza, cortando así las líneas de comunicación de la ciudad con los Alpes.

## La batalla

Diagrama de la batalla. Los movimientos franceses se indican en azul, los imperiales, en rojo.

Pero Lautrec se vio atrapado por las exigencias de los mercenarios suizos, que formaban el grueso de sus tropas. Albert von Stein y el resto de capitanes mercenarios, al no haber recibido una sola de sus pagas desde que llegaron a Lombardía, exigieron a Lautrec que acometiera inmediatamente al Ejército Imperial; si no lo hacía, regresarían a sus cantones. Lautrec accedió a regañadientes, marchando hacia Milán.

### Disposición de las tropas
Entretanto, Colonna se había retirado a una formidable posición: el parque de la casa de campo de Bicocca, seis kilómetros al norte de Milán. El parque se alzaba entre un largo terreno pantanoso al oeste y la carretera principal hacia Milán al este; por esta carretera discurría un profundo dique, que cruzaba un estrecho puente de piedra a cierta distancia al sur del parque. El lado norte del parque se hallaba bordeado por una carretera hundida. Colonna la hundió un poco más y construyó un muro de tierra en el bancal sur. La artillería imperial, emplazada en varias plataformas protegidas por el muro, dominaba los campos del norte y varias partes de la misma carretera.
La longitud del área norte del parque era de poco más de quinientos metros, lo que permitía a Colonna concentrar sus tropas. Justo detrás de la tapia se situaron cuatro filas de arcabuceros españoles a las órdenes de Fernando de Ávalos, marqués de Pescara. Estos estaban respaldados por piqueros españoles y alemanes bajo el mando de Jorge de Frundsberg. Al sur se hallaba el grueso de la caballería imperial, a considerable distancia de la infantería. Un segundo grupo de caballería se encontraba más al sur, guardando el puente.
La tarde-noche del 26 de abril, Lautrec envió una pequeña fuerza de reconocimiento de cuatrocientos jinetes, al mando del sieur de Pontdormy. La patrulla informó que el terreno lo cruzaban diques agrícolas, lo que hacía complicado maniobrar, pero esto no disuadió a los suizos. Colonna, observando la aproximación francesa, envió mensajeros a Milán para solicitar refuerzos. Francisco Sforza llegó a la mañana siguiente con seis mil cuatrocientos soldados, que se sumaron a la caballería en la defensa del puente sur.
Lautrec emprendió el asalto al atardecer del 27 de abril. Las Bandas Negras limpiaron el campo de estacas españolas, barriendo el terreno frente a las posiciones imperiales. Dos columnas suizas, cada una con cuatro a siete mil hombres, acompañaban a varias baterías de cañones a la cabeza del avance francés. Se disponían a asaltar frontalmente el frente fortificado del campamento imperial. Mientras, Lescun dirigía un cuerpo de caballería a lo largo de la carretera a Milán, con intención de flanquear el campamento y atacar el puente de retaguardia. El resto del ejército francés, incluida la infantería francesa, formó una amplia línea a cierta distancia de las dos columnas suizas. Tras ellos se dispuso una tercera línea formada por fuerzas venecianas de Francisco María I della Rovere, duque de Urbino.

### El ataque suizo
Anne de Montmorency estaba al mando del asalto suizo. Ordenó a las columnas suizas que avanzaban hacia el parque que se detuviesen y esperasen a que la artillería francesa bombardeara las defensas imperiales, pero estas no obedecieron. Puede que los capitanes suizos dudaran que la artillería tuviera algún efecto en el muro de tierra, aunque Charles Oman sugiere que pecaron de autoconfianza. De cualquier modo, los suizos avanzaron velozmente hacia las posiciones de Colonna, dejando muy atrás a la artillería. Aparentemente, existía algún tipo de rivalidad entre las columnas, dado que una, dirigida por Arnold Winkelried von Unterwalden, se componía de soldados procedentes de cantones rurales, mientras que la otra, al mando de Albert von Stein, comprendía contingentes de Berna y los cantones urbanos. El avance de los suizos les colocó al alcance de la artillería Imperial. Carentes de cobertura en el campo abierto, sufrieron cuantiosas bajas: se calcula que unos mil suizos perecieron antes de tomar contacto con las líneas imperiales.

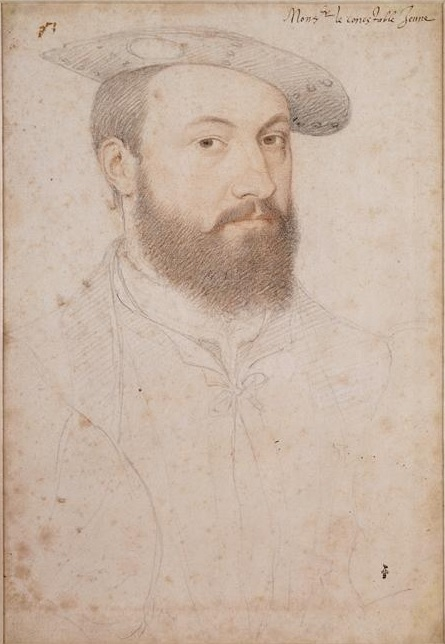
Anne de Montmorency, retratado por Jean Clouet (h. 1530). Montmorency dirigió el asalto suizo y fue el único superviviente de los nobles franceses que participaron en él.

Los suizos frenaron en seco cuando sus primeras líneas alcanzaron la carretera hundida frente al parque. La profundidad de la carretera y la altura del terraplén, que conjuntamente superaban la longitud de las picas suizas, bloquearon su avance. Avanzando al sur por la carretera, los suizos sufrieron abundantes bajas a causa del fuego de los arcabuceros de Ávalos. Aun así, los suizos intentaron quebrar las líneas imperiales mediante una serie de cargas desesperadas. Grupos de piqueros alcanzaron la cima del terraplén, donde chocaron con los lansquenetes, que habían tomado posiciones frente a los arcabuceros. A uno de los capitanes suizos lo mató Frundsberg en combate singular, y las compañías suizas, incapaces de superar el muro de tierra, fueron rechazadas de nuevo hacia la carretera. Después de media hora de acometidas infructuosas, los restos de la vanguardia suiza se retiraron hacia la línea principal francesa. En los campos que habían cruzado dejaron más de tres mil muertos. Entre ellos se encontraban veintidós capitanes, incluyendo a Winkelried y Albert von Stein. De los nobles franceses que acompañaron el asalto, solo sobrevivió Montmorency.
Por parte de los españoles solo hubo un muerto, pero no lo fue por un arma suiza, sino por una coz de mula.

### Desenlace
Lescun, junto a cuatrocientos jinetes de caballería pesada bajo su mando, había alcanzado el puente al sur del parque, combatido para cruzarlo y alcanzado el campo imperial. Colonna respondió enviando un destacamento de caballería con Antonio de Leyva para frenar a los franceses, mientras Francisco Sforza subía la carretera hacia el puente, con el objetivo de rodear a Lescun. Pontdormy detuvo a los milaneses, permitiendo a Lescun escapar del campamento; la caballería francesa deshizo el camino y se reunió con el grueso del ejército.
Desoyendo las peticiones de Ávalos y varios jefes imperiales, Colonna rehusó ordenar un ataque a gran escala contra los franceses, señalando que la mayoría del ejército francés, incluyendo el grueso de su caballería, permanecía intacto. Indicó que los franceses ya habían sido derrotados, y pronto emprenderían la retirada. Frundsberg era de la misma opinión. Sin embargo, pequeños grupos de arcabuceros españoles y caballería ligera intentaron perseguir a los suizos en retirada, pero fueron detenidos por las Bandas Negras, que cubrían el repliegue de la artillería francesa.
El juicio de Colonna se reveló correcto. Los suizos no estaban muy dispuestos a emprender un nuevo ataque y regresaron a sus hogares el 30 de abril. Lautrec, considerando que su resultante debilidad en tropas de infantería hacía imposible continuar la campaña, se retiró al este, cruzando el río Adda y penetrando en territorio veneciano cerca de Trezzo. Cuando alcanzó Cremona, dejó a Lescun al mando de los restos del ejército francés y cabalgó sin escolta hasta Lyon para presentar su informe al rey Francisco I.

## Consecuencias
La partida de Lautrec condujo al completo desbaratamiento de la autoridad francesa en el norte de Italia. Libres de la amenaza del ejército francés, Colonna y Ávalos avanzaron hacia Génova y la conquistaron tras un breve asedio. Lescun pactó con Francisco Sforza cuando tuvo noticia de la pérdida de Génova: evacuó la guarnición francesa del Castello Sforzesco milanés y retiró las fuerzas que aún quedaban en el norte de Italia allende los Alpes. Los venecianos, bajo el mando del recién elegido Dogo Andrea Gritti, perdieron interés en continuar la guerra. En julio de 1523, Gritti firmó el Tratado de Worms con Carlos V, por el cual la República de Venecia abandonaba la contienda. Francia intentó recuperar Lombardía en dos ocasiones más antes del final de la guerra, sin conseguirlo. El Tratado de Madrid, que Francisco I se vio forzado a firmar tras su derrota en Pavía, dispuso que Italia quedase en manos españolas.
Otra consecuencia de la batalla fue la actitud hacia los suizos. Francesco Guicciardini escribió sobre las postrimerías de la batalla: 

Regresaron a sus montañas reducido su número, pero mucho más reducida su audacia; pues es sabido que las pérdidas sufridas en Bicoca les afectaron tanto que, durante los siguientes años, no mostraron de nuevo su vigor acostumbrado.
Charles Oman, El Arte de la Guerra, 184.

 Aunque los mercenarios suizos siguieron interviniendo en las guerras italianas, no volvieron a efectuar los ataques frontales que llevaran a cabo en Novara en 1513, o en Marignano en 1515. Su actuación durante la batalla de Pavía de 1525 sorprendió a los observadores por su falta de iniciativa.
En un ámbito más general, la batalla puso de relieve el papel decisivo de los pequeños destacamentos en el campo de batalla.Aunque las virtudes del arcabuz no se explotaron plenamente en esta batalla los arcabuceros españoles e italianos comandados por el marqués de Pescara diezmaron a las tropas francesas y suizas de Lautrec, desvelando  la técnica de hacer arrodillarse a la primera fila de arcabuceros para permitir el disparo a la segunda en tanto ellos recargaban, seguida por la tercera de la misma manera, y así sucesivamente, el llamado fuego de volea. El arcabuz se revelaria como arma indiscutible solo dos años más tarde hasta la batalla del Sesia donde los arcabuceros vencieron a la caballería pesada en campo abierto, desde entonces todo ejército que no desease otorgar una ventaja decisiva al enemigo se aseguró de contar con esta arma. Aunque los piqueros siguieron teniendo un papel destacado en el combate, su importancia se igualó a la de los arcabuceros. Juntos, ambos tipos de infantería se combinaron en unidades mixtas que perduraron hasta el nacimiento de la bayoneta a finales del siglo XVII. La doctrina ofensiva suiza, la acometida de picas sin apoyo de armas de fuego, había quedado obsoleta. De hecho, las doctrinas ofensivas en general fueron reemplazadas por otras más defensivas. La combinación de arcabuces y fortificaciones de campo hicieron que los asaltos frontales a posiciones atrincheradas fuesen demasiado costosos, de modo que no se repitieron durante el resto de las guerras italianas.
Desde entonces en español la palabra «bicoca» se utiliza para definir una ganancia fácil, mientras que en francés tiene el significado de «casa en ruinas».